# Ha-olam ha-ba
Olam ha-ba, właściwie w hebr. ha-olam ha-ba (העולם הבא – „przyszły świat”) – termin określający w judaizmie eschatologiczną koncepcję przyszłości, przeciwieństwo „tego świata”, czyli ha-olam ha-ze (העולם הזה).
Koncepcja nieśmiertelnej duszy pojawiła się w judaizmie w okresie Drugiej Świątyni. Następnie wizja życia pozagrobowego była rozwijana w literaturze rabinicznej. Ze względu na brak jednego zwierzchniego organu decyzyjnego w organizacji religijnej Żydów nie wykształciła się jedna spójna wizja „przyszłego świata”. Z pewnością jednak pojęcia „olam ha-ba” nie należy utożsamiać z Ogrodem Eden. Literatura rabiniczna wylicza też kategorie ludzi, którzy dostąpią przywileju życia w „olam ha-ba” (np. sprawiedliwi, pokorni) i tych, którzy zostaną z niego wykluczeni (np. heretycy).
Biblia hebrajska nie zawiera żadnych ewidentnych nawiązań do wizji świata przyszłego, jednak żydowscy egzegeci znajdują w niektórych niejasnych fragmentach ślad takich wizji. Przykładem jest Pwt 31,16, gdzie Bóg mówi do Mojżesza: „oto ty spoczniesz z przodkami swymi”.